# Aarauer Nachrichten
Die Aarauer Nachrichten sind eine regionale Gratis-Wochenzeitung aus Aarau in der Schweiz. Sie erscheinen einmal wöchentlich, jeweils am Freitag, in Stadt und Region Aarau, Lenzburg und Zofingen.
Die Aarauer Nachrichten haben eine verbreitete Auflage von 46’925 Exemplaren und eine Reichweite von 70'000 Lesern (WEMF MACH Basic 2020-I) einschliesslich der Kopfblätter Lenzburger Nachrichten und Zofinger Nachrichten.
Chefredaktor ist Rinaldo Feusi, Geschäftsführer Urs Billerbeck.
Die Aarauer Nachrichten sind die fünftgrösste Zeitung des Verlags Swiss Regiomedia AG in Baar ZG, der in der ganzen Deutschschweiz 23 weitere Wochenzeitungen herausgibt, darunter die Winterthurer Zeitung als grösste des Verlags, die St. Galler Nachrichten, die Wiler Nachrichten und die Luzerner Rundschau. Der Verlag (damals Zehnder Regiomedia AG, Wil SG) wurde zusammen mit der ebenfalls der Familie Zehnder gehörenden Zuger Woche AG, die die Zuger Woche herausgibt, im August 2017 rückwirkend auf den 1. Januar 2017 von der BaZ Holding AG (heute: Zeitungshaus AG) übernommen, der bis zu deren Übernahme durch Tamedia auch die Basler Zeitung Medien mit der Basler Zeitung gehörten.